# Wania Monteiro
Wania Monteiro (sinh ngày 9 tháng 8 năm 1986 ) là một vận động viên thể dục nhịp điệu người Cabo Verde.

## Tiểu sử
Sinh ra ở Santa Catarina, Santiago, cô sống ở Praia một thời gian. Cô được đào tạo bởi Elena Atmacheva. Thời gian lưu ý rằng cô thường tập luyện "trong một phòng tập thể dục dột nát với trần nhà quá thấp để có thể ném một quả bóng hoặc quả bóng thích hợp", do thiếu các cơ sở thích hợp ở Cape Verde.
Sau đó, cô chuyển đến Hoa Kỳ nơi cô hiện đang học.     

## Sự nghiệp thể thao
Monteiro đại diện cho đất nước của mình tại Thế vận hội Mùa hè 2004 ở Athens, và là người mang cờ của Cape Verde trong lễ khai mạc Thế vận hội. Cô cũng là vận động viên thể dục dụng cụ đầu tiên từ Cape Verde tham gia Thế vận hội Olympic.
Năm 2006, cô đã giành được bốn huy chương tại Giải vô địch thể dục dụng cụ châu Phi, ba đồng và một vàng, có mặt trên tất cả các bục vinh quang trong cuộc thi này.
Monteiro thi đấu một lần nữa tại Thế vận hội Mùa hè 2008 ở Bắc Kinh, và một lần nữa, người cầm cờ của đất nước cô trong lễ khai mạc Thế vận hội. Cô về đích thứ 24, với 49.050 điểm.